# Pavčina Lehota
Pavčina Lehota es un municipio del distrito de Liptovský Mikuláš en la región de Žilina, Eslovaquia, con una población estimada a final del año 2024 de 401 habitantes.
Se encuentra ubicado al sureste de la región, cerca del curso alto del río Váh (cuenca hidrográfica del Danubio), de los montes Tatras y de la frontera con Polonia y las regiones de Prešov y Banská Bystrica.

## Demografía
| Año        | 1994 | 2004    | 2014    | 2024    |
| ---------- | ---- | ------- | ------- | ------- |
| Población  | 353  | 343     | 373     | 401     |
| Diferencia |      | −2,83 % | +8,74 % | +7,50 % |

| Año        | 2023 | 2024    |
| ---------- | ---- | ------- |
| Población  | 404  | 401     |
| Diferencia |      | −0,74 % |